# Levante UD
Levante Unión Deportiva, S.A.D. (tiếng Tây Ban Nha: [leˈβante uˈnjon deporˈtiβa], tiếng Valencia: Llevant Unió Esportiva [ʎeˈvant uniˈo espoɾˈtiva]) là một câu lạc bộ bóng đá ở Valencia, Tây Ban Nha, Cộng đồng Valencia. Đội được thành lập vào ngày 9 tháng 9 năm 1909 và đang chơi tại Segunda División. Sân nhà của đội là Estadi Ciutat de València.

## Cầu thủ

### Đội hình hiện tại
Tính đến ngày 2/2/2024
Ghi chú: Quốc kỳ chỉ đội tuyển quốc gia được xác định rõ trong điều lệ tư cách FIFA. Các cầu thủ có thể giữ hơn một quốc tịch ngoài FIFA.
| Số | VT | Quốc gia    | Cầu thủ                                 |
| -- | -- | ----------- | --------------------------------------- |
| 1  | TM | Tây Ban Nha | Joan Femenías (đội phó)                 |
| 2  | HV | Tây Ban Nha | Ander Capa                              |
| 3  | HV | Tây Ban Nha | Álex Muñoz (đội phó thứ 3)              |
| 4  | HV | Tây Ban Nha | Adrián de la Fuente                     |
| 5  | HV | Tây Ban Nha | Álex Valle (mượn từ Barcelona)          |
| 6  | TV | Gruzia      | Giorgi Kochorashvili                    |
| 7  | TĐ | Tây Ban Nha | Roger Brugué                            |
| 9  | TĐ | Tây Ban Nha | Dani Gómez                              |
| 10 | TV | Tây Ban Nha | Pablo Martínez                          |
| 11 | TĐ | Tây Ban Nha | Alejandro Cantero                       |
| 12 | TĐ | Brasil      | Fabrício                                |
| 13 | TM | Tây Ban Nha | Andrés Fernández                        |
| 14 | HV | Serbia      | Nikola Maraš (mượn từ Deportivo Alavés) |

| Số | VT | Quốc gia    | Cầu thủ                     |
| -- | -- | ----------- | --------------------------- |
| 15 | HV | Tây Ban Nha | Sergio Postigo (đội trưởng) |
| 16 | TV | Tây Ban Nha | Álex Blesa                  |
| 17 | TV | Tây Ban Nha | Óscar Clemente              |
| 18 | TĐ | Tây Ban Nha | Iván Romero                 |
| 19 | TĐ | Tây Ban Nha | Rober Ibáñez                |
| 20 | TV | Tây Ban Nha | Oriol Rey                   |
| 21 | TV | Tây Ban Nha | Sergio Lozano               |
| 22 | TĐ | Maroc       | Mohamed Bouldini            |
| 23 | TV | Tây Ban Nha | Ángel Algobia               |
| 29 | HV | Tây Ban Nha | Marcos Navarro              |
| 30 | TĐ | Tây Ban Nha | Andrés García               |
| 31 | HV | Tây Ban Nha | Xavi Grande                 |
| 37 | TĐ | Tây Ban Nha | Carlos Álvarez              |

### Cho mượn
Ghi chú: Quốc kỳ chỉ đội tuyển quốc gia được xác định rõ trong điều lệ tư cách FIFA. Các cầu thủ có thể giữ hơn một quốc tịch ngoài FIFA.
| Số | VT | Quốc gia | Cầu thủ |
| -- | -- | -------- | ------- |